# 德葩大学

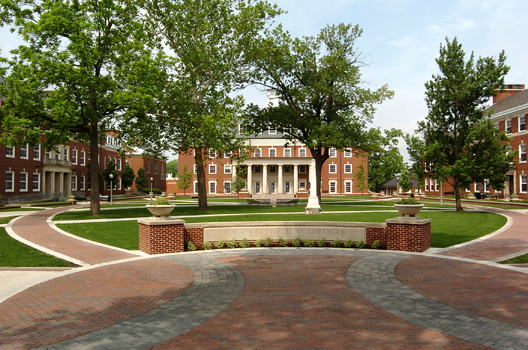
迪堡大學

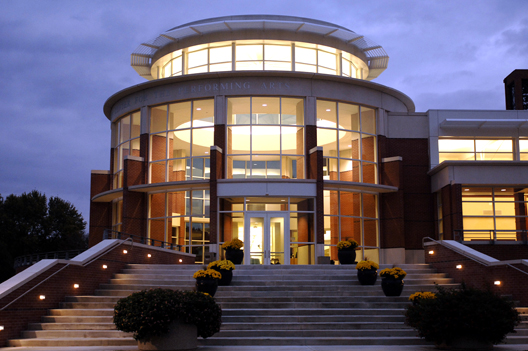
迪堡大學

迪堡大学 （英語：DePauw University）是一所位於美國印地安那州格林卡斯爾的私立文理学院。学校创立之初，為紀念循道宗美以美會首任會督之一的法蘭西斯·亞斯理而定名印第安纳亞斯理大學（Indiana Asbury University），现隶属五大湖區學院聯盟及其管理的世界博雅學府聯盟。全美第一家記者團體專業記者協會于1909年4月在迪堡成立，全美第一間姐妹會卡帕·阿爾法·西塔也在此創立。

## 学术
它曾多次被评为印第安纳州最好的文理学院，在全美也排在前列。

## 校园
大学有30多座建筑，占地超过695-英畝（281-公頃），其中520-英畝（210-公頃）为自然公园。学院最古老的建筑是1877年建立的东学院（East College），现为美国国家史迹。

## 知名校友
- 費瑞·慕拉德，1998年諾貝爾生理學或醫學獎得主、“偉哥之父”
- 丹·奎尔，第44任美國副總統（第41任美國總統喬治·H·W·布什副手，任期1989年至1993年）